# Arso Jovanović
Arso Radoja Jovanović [árso rádoja jovánović] (srbsko Арсо Радоја Јовановић), črnogorski partizan in general, * 24. marec 1907, Zavala pri Podgorici, Črna gora (tedaj Kneževina Črna gora), † 12. avgust 1948, Vršac, FLRJ. (sedaj Srbija)
Od 12. decembra 1941 je bil stotnik Jovanović imenovan za načelnika Vrhovnega štaba NOV in POJ. Nasledil je prvega načelnika Poljanca. Tako je bil prvi častnik nekdanje Vojske Kraljevine Jugoslavije, ki je postal načelnik VŠ. To službo je opravljal do konca vojne in bil po vojni do 15. septembra 1948 tudi prvi načelnik GŠ JLA. Zaradi opredelitve za resolucijo Informbiroja oz. Stalina proti Titu naj bi poskusil leta 1948 z nekaj somišljeniki prebegniti čez mejo, a je bil pri tem ustreljen.